# Bob McNab
Pour les articles homonymes, voir McNab.
Robert McNab est un footballeur anglais né le 20 juillet 1943 à Huddersfield.
Robert McNab est le père de l'actrice Mercedes McNab.

## Carrière
- ?-1966 : Huddersfield Town  Angleterre
- 1966-1975 : Arsenal  Angleterre
- 1975-? : Wolverhampton Wanderers  Angleterre
- ?-? : San Antonio  États-Unis
- ?-? : Barnet  Angleterre

## Palmarès
- 4 sélections et 0 but avec l'équipe d'Angleterre entre 1968 et 1969.